# Weymouth FC
Weymouth FC is een Engelse voetbalclub uit Weymouth, Dorset. De club komt uit in de National League South, het zesde niveau van het Engelse voetbal. Thuiswedstrijden worden afgewerkt in het Bob Lucas Stadium. 
Weymouth was in 1979 mede-oprichter van de Alliance Premier League, een nieuwe nationale competitie direct onder de Football League. De ploeg zou tien seizoenen doorbrengen in de competitie, met als hoogtepunt het winnen van de Conference League Cup in 1982. In 1989 degradeerde Weymouth na een laatste plaats terug naar de Southern League. In deze competitie vonden meerdere promoties en degradaties plaats tussen de verschillende niveaus. Het zou uiteindelijk tot 2006 duren alvorens Weymouth weer in de nationale Football Conference zou spelen. Ditmaal duurde het verblijf drie seizoenen. Twee achtereenvolgende degradaties zorgden ervoor dat de ploeg in 2010 uitkwam op het zevende niveau. Na twee promoties op rij, in 2019 en 2020, komt de ploeg met ingang van het seizoen 2020/21 weer uit in de National League, net onder de Football League. Dit bleek een stap te hoog, want Weymouth degradeerde gelijk weer.
Weymouth deed het niet slecht in de FA Cup in de geschiedenis. In 1949 werd de derde ronde bereikt waar de club met 0-4 verloor op Old Trafford tegen Manchester United. In 1962 werd zelfs de vierde ronde gehaald maar daar was Preston North End te sterk. In 2005/06 hield de club tweevoudig Europacup I-winnaar Nottingham Forest in bedwang met 1-1 maar verloor met 2-0 in de replay. In 2006/07 werd de wedstrijd tegen Bury rechtstreeks uitgezonden, en eindigde in 2-2, waarna wederom de replay verloren werd. Een jaar later stootte Weymouth door naar de tweede ronde van het bekertoernooi, waarin Cambridge United te sterk bleek. 